# فربلياني
فربلياني (بالسيريلية Врбљани) هي قرية في البوسنة والهرسك. وهي تقع في بلدية كونييتش التابعة لكانتون الهرسك-نيريتفا في اتحاد البوسنة والهرسك. طبقا لنتائج تعداد البوسنة عام 2013 فقد كان عدد سكانها 63 نسمة.

## التاريخ
تقع على أراضي القرية مقابر تعود إلى القرون الوسطى القبور وهي مدرجة على قائمة الآثار الوطنية للبوسنة والهرسك.

## التركيبة السكانية

### التطور التاريخي للسكان
| 1961 | 1971 | 1981 | 1991 | 2013 |
| ---- | ---- | ---- | ---- | ---- |
| 283  | 241  | 187  | 127  | 63   |

### توزيع السكان حسب الجنسية (1991)
في عام 1991 كان عدد سكان القرية 127 نسمة وكاموا جميعا من المسلمين (البوشناق).

## وصلات خارجية
- Maplandia (بالإنجليزية)